# Emeraude Toubia
Emeraude Toubia (Montreal, Canadá, 1 de marzo de 1989) es una actriz, presentadora, modelo y reina de belleza canadiense con ascendencia mexicana. Es mayormente reconocida por interpretar a Isabelle Lightwood en la serie Shadowhunters, además de haber quedado en el segundo lugar del certamen Nuestra Belleza Latina en 2008 y entre las cinco mejores de Model Latina en 2009.

## Biografía

### 1989-2013: primeros años y reinados de belleza
Emeraude Toubia nació el 1 de marzo de 1989 en Montreal, Canadá, hija única de un padre libanés y una madre mexicana. Fue criada en la ciudad de Brownsville, en el estado de Texas, Estados Unidos. A los 5 años, comenzó a tomar clases de ballet, flamenco, danza del vientre y danza lírica, además de asistir a la Homer Hanna High School en Brownsville. Desde muy joven, Toubia siempre destacó por su belleza, y a los 15 años comenzó a participar en numerosos certámenes de belleza; fue coronada como Miss South Texas, Miss Rio Grande Valley America y Miss Teen Brownsville. En 2008, ingresó al programa Nuestra Belleza Latina, donde destacó en la competencia en las distintas pruebas de actuación, improvisación y demás. Toubia llegó hasta la final, y quedó en el segundo lugar por voto público. Al año siguiente, participó en el programa Model Latina y ubicó la quinta posición, para más tarde participar en el Miss Texas 2010, donde fue una de las quince semifinalistas. Tras ello, fue contratada para aparecer en numerosos comerciales de las marcas Maybelline, J. C. Penney, Sony, Garnier y AT&T. En 2010, realizó un cameo en la telenovela Aurora y comenzó a ser presentadora de diversos programas de entretenimiento de NBC Universo. En 2013, debutó como actriz en televisión en la telenovela 11-11: En mi cuadra nada cuadra, y el mismo año sirvió como copresentadora de la alfombra roja de los Billboard Latin Music Awards.

### 2014-presente:Shadowhunters
En 2014, comenzó a trabajar con el canal venezolano Venevisión, apareciendo en sus telenovelas Cosita Linda y Voltea pa' que te enamores, además de protagonizar el telefilme Tattooed Love con el papel de Esmeralda. En 2015, Freeform anunció que Toubia había sido contratada para interpretar al personaje de Isabelle Lightwood en la serie de televisión Shadowhunters, adaptación de la saga literaria de Cazadores de sombras escrita por la autora Cassandra Clare, siendo el mayor papel que la actriz había recibido hasta ese momento. Su estreno ocurrió el 12 de enero de 2016 y la primera temporada constó de un total de trece episodios. Aunque la serie obtuvo reseñas mixtas por parte de la crítica, registró buenos índices de audiencia, hecho que llevó a Freeform a renovarla para dos temporadas más.

## Vida personal y filantropía
En su infancia y adolescencia, vivió en Brownsville (Texas), hasta que en 2010 se mudó a Miami (Florida) para iniciar su carrera como actriz. Posteriormente, en 2015, se mudó a la ciudad de Los Ángeles (California). En 2011, inició una relación amorosa con el cantante Prince Royce, que no se hizo pública sino hasta abril de 2016. La pareja se casó el 30 de noviembre de 2018 en San Miguel de Allende (México), y se separó en marzo de 2022. 
Por otra parte, Toubia es miembro activo de la asociación Get Schooled, esfuerzo caritativo que busca crear cultura e incentivar a los jóvenes a seguir estudiando y mejorar sus calificaciones.

## Filmografía
| Año       | Título                          | Rol                | Notas                                  |
| --------- | ------------------------------- | ------------------ | -------------------------------------- |
| 2010      | Aurora                          | Recepcionista      | Episodio: «Gran lanzamiento»           |
| 2013      | 11-11: En mi cuadra nada cuadra | Elizabeth          | Episodio: «Bienvenido a 11-11»         |
| 2014      | Cosita Linda                    | Dulce Rincón       | Episodio: «Conoce en la perfumería»    |
| 2015      | Voltea pa' que te enamores      | Stephanie Karam    | Episodio: «1.1»                        |
| 2015      | Tattooed Love                   | Esmeralda          | Telefilme                              |
| 2016—2019 | Shadowhunters                   | Isabelle Lightwood | Elenco principal, serie de TV Freeform |
| 2019      | Love in the Sun                 | Alana              | Telefilme                              |

## Premios y nominaciones
| Año  | Premiación         | Nominado por  | Categoría                                              | Resultado | Ref.   |
| ---- | ------------------ | ------------- | ------------------------------------------------------ | --------- | ------ |
| 2017 | Teen Choice Awards | Shadowhunters | Mejor actriz de televisión de ciencia ficción/fantasía | Nominada  | [ 15 ] |
| 2018 | Teen Choice Awards | Shadowhunters | Mejor actriz de televisión de ciencia ficción/fantasía | Nominada  | [ 16 ] |